# Ріхардс Козловскіс
Ріхардс Козловскіс (латис. Rihards Kozlovskis) — латвійський юрист та поліик. Міністр внутрішніх справ Латвії (з жовтня 2011 року по січень 2019). Член правління Партії реформ. Керував відділом координації заходів безпеки на саміті НАТО в Ризі, нагороджений Орденом Вієстура. Обіймав посаду заступника начальника Поліції безпеки в званні полковник-лейтенант.
Козловскіс закінчив юридичний факультет Латвійського університету і Спортивну педагогічну академію.